# Englewood (Nova Jersey)
Englewood és una població dels Estats Units a l'estat de Nova Jersey. Segons el cens del 2009 tenia 29.478 habitants.

## Demografia
Segons el cens del 2000, Englewood tenia 26.203 habitants, 9.273 habitatges, i 6.481 famílies. La densitat de població era de 2.056,3 habitants/km².
Dels 9.273 habitatges en un 31% hi vivien nens de menys de 18 anys, en un 47,9% hi vivien parelles casades, en un 17,4% dones solteres, i en un 30,1% no eren unitats familiars. En el 24,8% dels habitatges hi vivien persones soles el 9% de les quals corresponia a persones de 65 anys o més que vivien soles. El nombre mitjà de persones vivint en cada habitatge era de 2,79 i el nombre mitjà de persones que vivien en cada família era de 3,29.
Per edats la població es repartia de la següent manera: un 23,9% tenia menys de 18 anys, un 7,4% entre 18 i 24, un 30,5% entre 25 i 44, un 24,9% de 45 a 60 i un 13,3% 65 anys o més.
L'edat mediana era de 37 anys. Per cada 100 dones de 18 o més anys hi havia 84,2 homes.
La renda mediana per habitatge era de 58.379 $ i la renda mediana per família de 67.194 $. Els homes tenien una renda mediana de 41.909 $ mentre que les dones 34.358 $. La renda per capita de la població era de 35.275 $. Aproximadament el 6,6% de les famílies i el 8,9% de la població estaven per davall del llindar de pobresa.

## Poblacions més properes
El següent diagrama mostra les poblacions més properes.

## Personalitats notables
- John Travolta. Actor, cantant, ballarí, escriptor i productor de cinema.